# باغشت
باغشت، روستایی از توابع بخش باشتین شهرستان داورزن در استان خراسان رضوی ایران است.

## جمعیت
این روستا در دهستان باشتین قرار داشته و بر اساس سرشماری سال ۱۳۸۵ جمعیت آن ۱۱ نفر (۴ خانوار)
بوده است.